# Soieries Jean Roze
Soieries Jean Roze est une entreprise française de l'industrie du textile basée à Saint-Avertin, en Indre-et-Loire, près de Tours. Soieries Jean Roze est un atelier spécialisé dans la fabrication de soieries pour l'ameublement haut de gamme. C'est une des plus anciennes soieries de France encore en activité.
Les exportations représentent la majorité du chiffre d'affaires de l'entreprise. Jean Roze exporte en Europe, aux États-Unis , dans les Émirats arabes unis et en Russie. Des lieux prestigieux figurent dans la liste de leur clients, comme le Oman, le Palais de Buckingham à Londres, ou le château de Villandry.

## Historique

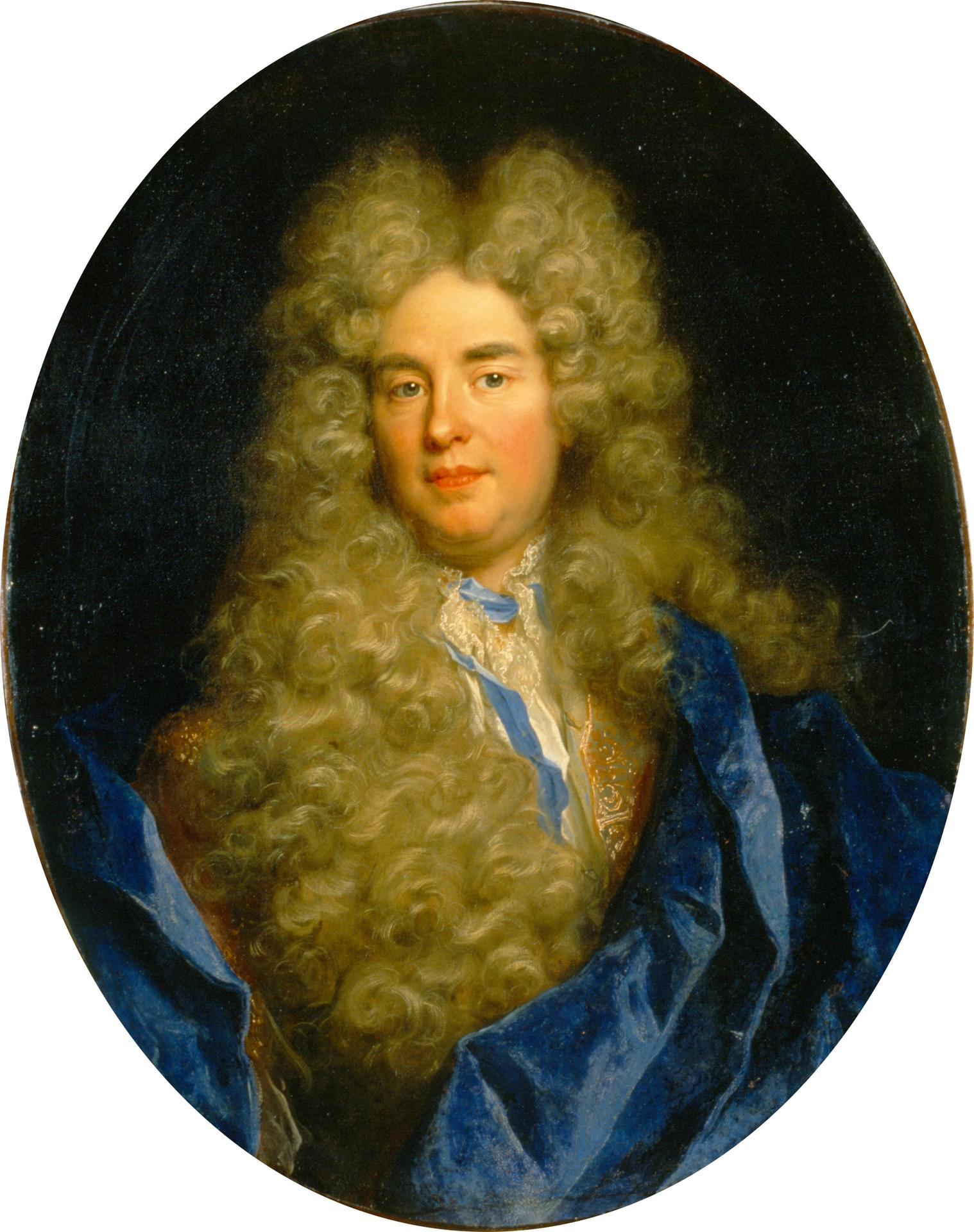
Jehan-Baptiste Roze-Moussard, premier de la dynastie tourangelle (par Nicolas de Largillierre, 1697).

Jean-Baptiste Roze, fils d'un marchand-fabricant à Oulchy-le-Château (Picardie), s'établit à Tours, où il épouse Mlle Mangeant puis Mlle Moussard, toutes deux filles de marchands-fabricants en soie. Il obtient le titre de « maître marchand fabricant d'étoffes d'or, d'argent et de soie » et devient conseiller du roi. 
L'activité est reprise par son fils, Antoine Roze (1675-1756), conseiller du roi et juge garde de la Monnaie de Tours, procureur du roi à l'hôtel de ville et commanditaire de l'hôtel Viot.
Durant la période difficile et troublée de la Révolution, marquée par le retrait de la clientèle et du marché de la soierie, Jacques Alexandre Roze-Abraham (1752-1812), futur président du tribunal de commerce et de la chambre de commerce de Tours, diversifie l'activité par la fabrication de tapis de laine et couvertures, avec la Manufacture de tapis de Saint-Anne. Cette diversification, qui se révèle prospère, conduit à l'installation de la première machine à vapeur de la région.
En 1819, Frédéric Pillet-Roze reprend l'activité de la manufacture de soieries. Louis Roze, représentant de la huitième génération, reprend la manufacture, qu'il installe dans de nouveaux bâtiments, en ouvrant parallèlement des ateliers à Lyon et à Roubaix. Il développe notamment les soieries d'ameublement de haut de gamme.
Paul Roze (1813-1898) est président du tribunal de commerce et de la Caisse d'épargne de Tours.
Après une grande période de prospérité, la société connait des difficultés avec la crise de 1929. Jean Roze en reprend alors la direction.
Fondée en 1660 et encore en activité en 2009, sa longévité lui permet de faire partie de l'Association des Hénokiens. La famille Roze est à la tête de l'entreprise depuis douze générations.
En 2006, Soieries Jean Roze obtient le label Entreprise du patrimoine vivant pour son savoir-faire de tissage de soieries d'ameublement
Le 29 mai 2018 la société est placée en liquidation judiciaire.
Le 20 juillet 2018 l'entreprise fait l'objet d'un plan de cession.
L'entreprise est rachetée par Arnaud Lebert.

### Sources
- Jean-Jacques Boucher, Le dictionnaire de la soie: Découvrir son histoire de ses origines jusqu’à nos jours, 2015
- "Roze (Jean) (1639-1703)", in Dictionnaire des scientifiques de Touraine, Académie des sciences, arts et belles-lettres de Touraine, 2017
- J. Dellile, "De Jehan Roze à Jean Roze, onze générations de soyeux de Tours", Écho de Touraine, 27 janvier 1951
- "M. Louis Roze", Bulletin de la Société archéologique de Touraine, 1914, t. 19, p. 404-405
- Joëlle Porcher, "Antoinette Roze : petite fille de soyeux", La Touraine économique, 1994, n° 142
- Françoise Ryall, "Photographie du personnel de la fabrique Roze en 1897 rue d'Entraigues à Tours", Tours, cité de la soie, 1994, n° 67